# Штраусслер, Николас
Николас Штраусслер (венг. Straussler Miklós; 1891, Австро-Венгрия — 3 июня 1966, Лондон, Великобритания) — венгерский изобретатель. В годы Второй мировой войны работал в Великобритании. Наибольшую известность получил как конструктор военно-инженерной техники. В частности, разработал систему Duplex Drive, применявшуюся во время высадки союзников в Нормандии.
После войны разработал арочные шины.